# Ommatidiotus longiceps
Ommatidiotus longiceps är en insektsart som beskrevs av Puton 1896. Ommatidiotus longiceps ingår i släktet Ommatidiotus och familjen Caliscelidae. Inga underarter finns listade i Catalogue of Life.